# اشتات‌اشتایناخ
شهر اشتات‌اشتایناخ (به آلمانی: Stadtsteinach) در ایالت بایرن در کشور آلمان واقع شده‌است.